# Renault RE40
Der Renault RE40 ist ein Formel-1-Rennwagen von Renault aus dem Jahr 1983 und das erfolgreichste Fahrzeug des Herstellers in der ersten Werksteam-Ära von 1977 bis 1985.
Der Wagen kam ausschließlich in der Saison 1983 zum Einsatz und es wurden keine RE40 an Kundenteams verkauft. Alle Fahrzeuge wurden von einem Renault-Gordini-EF1-Turbomotor angetrieben.

## Geschichte

### Hintergrund
Nach der schwierigen Einstiegsphase Ende der 1970er-Jahre hatte sich Renault ab 1981 zum Spitzenteam entwickelt und durch die erstmals in der Formel 1 eingesetzten Motoren mit Turboaufladung die weitere Entwicklungsrichtung bei der Konkurrenz vorgegeben. Der Renault RE30 war zeitweilig das schnellste Fahrzeug im Feld, Alain Prost und René Arnoux litten aber unter der mangelnden Zuverlässigkeit gerade des Turbomotors und mussten immer wieder Rennen in aussichtsreichen Positionen aufgeben. Das wurde insbesondere in der von Tragik überschatteten Formel-1-Weltmeisterschaft 1982 deutlich, in der die Fahrer jeweils nach dem Start von der Pole-Position insgesamt fünf potentielle Siege verloren, die im Meisterschaftskampf entscheidend gewesen wären. Da mit dem Saisonende die bei Renault seit 1979 angewandte Nutzung von umgekehrten Flügelprofilen in den Seitenkästen verboten wurde, die bislang außergewöhnlich hohe Kurvengeschwindigkeiten erlaubte und in den Vorjahren bei fast allen Teams zum Standard geworden war, konnte der RE30 nicht mehr effizient weiterentwickelt werden. So stieß der Hersteller Ende 1982 die Entwicklung eines neuen Fahrzeuges mit konventioneller Aerodynamik und flachem Unterboden an.

### Renneinsätze (1983)
Der RE40 erschien beim Großen Preis der USA West 1983 erstmals zu einem Formel-1-Rennen. Prost verblieb als erster Fahrer im Team und führte in den Wochen vor dem Rennen bereits umfangreiche Testfahrten im Willow Springs International Motorsports Park durch. Neu zu Renault kam Eddie Cheever, der beim französischen Konkurrenzteam Équipe Ligier in der Saison 1982 einige Achtungserfolge erzielt hatte und den zur Scuderia Ferrari abgewanderten René Arnoux ersetzte. Beim ersten WM-Lauf auf dem Long Beach Grand Prix Circuit erhielt zunächst nur Prost den neuen Wagen, litt aber unter einem fehlerbehafteten Motor und kam nur auf Platz 11 ins Ziel. Ab dem Europaauftakt, dem Heimrennen auf dem Circuit Paul Ricard, erhielt auch Cheever den neuen Wagen. Bei diesem Rennen bewies Prost die Konkurrenzfähigkeit des RE40 und gewann das Rennen nach dem Start von der Pole-Position überlegen, zeitgleich fuhr er auch die schnellste Rennrunde. Cheever wurde Dritter und sicherte Renault das erste Doppelpodium seit dem Großen Preis von Frankreich im Vorjahr.
In den folgenden Rennen zeigte sich, dass Renault die Zuverlässigkeit von Fahrzeug und Motor im Vergleich zu den Vorjahren deutlich verbessern konnte. Prost gewann in Belgien, Großbritannien und Österreich und führte die Weltmeisterschaft mit nur einzelnen Unterbrechungen beinahe über die komplette Saison an. Als Rivalen im Meisterschaftskampf kristallisierten sich Nelson Piquet im Brabham BT52 und die beiden Ferrari-Fahrer Arnoux und Patrick Tambay heraus. Cheever erzielte in der Saison drei Podestplätze, stand ansonsten aber klar im Schatten seines französischen Teamkollegen. Beim Saisonfinale in Südafrika lag Prost zwei Punkte vor Piquet, fiel auf einem für die Weltmeisterschaft ausreichenden Platz dann aber mit einem Defekt am Turbolader aus. Piquet beendete das Rennen als Dritter und wurde so mit 59 Punkten vor Prost mit 57 Zählern Weltmeister. Da es Eddie Cheever mit 22 Punkten nicht gelungen war, ähnlich effizient wie die Ferrari-Fahrer Punkte zu sammeln, verlor Renault den Konstrukteurstitel in diesem Jahr mit 79 zu 89 Punkten an den italienischen Konkurrenten.

## Technik

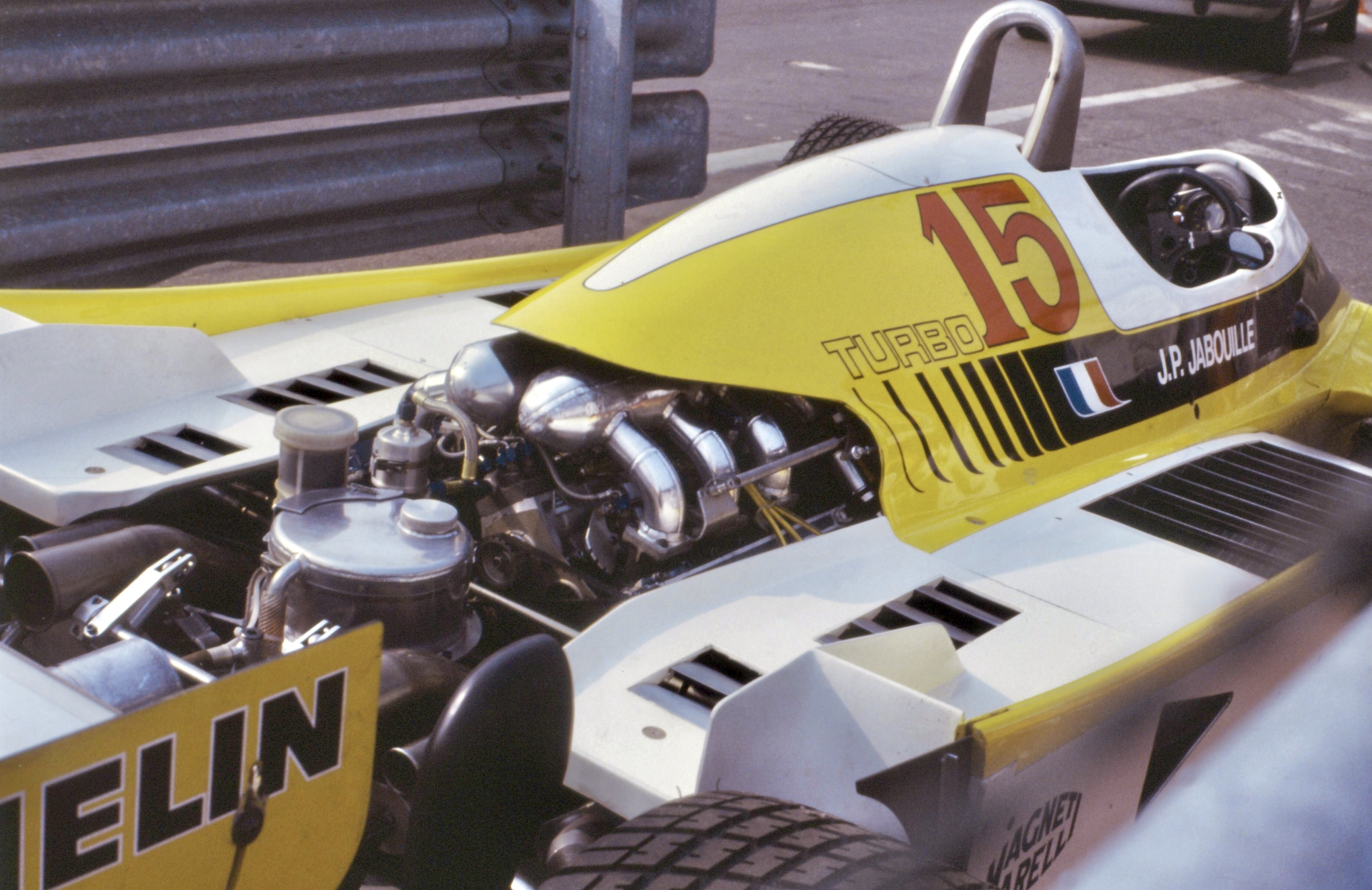
Blick auf den EF1-Motor des RE30, der auch beim RE40 zum Einsatz kam

Der Renault RE40 war ein völlig neues Fahrzeug, da die Konstruktionsmerkmale des Renault RE30 einen konkurrenzfähigen Umbau auf den ab der Saison 1983 geltenden Regelkatalog nicht zuließen. Eine Gruppe um den technischen Direktor Bernard Dudot, den Chefdesigner Michel Tétu und Chefaerodynamiker Jean-Claude Migeot war für die Entwicklung verantwortlich. Es war der erste Renault in der Formel 1, dessen Monocoque vollständig aus kohlenstofffaserverstärktem Kunststoff bestand. Diese neue Technologie war erstmals 1981 im McLaren MP4/1 zum Einsatz gekommen und entwickelte sich aufgrund der im Vergleich zu den bisher eingesetzten Materialien Aluminium und Magnesium deutlich verbesserten Steifigkeit bei gleichzeitig geringerem Gewicht in den Folgejahren bis heute zum Standard. Front- und Heckspoiler kehrten als Konstruktionsmerkmale zur Gewinnung von Anpressdruck zurück, gleichzeitig experimentierte Renault als erstes Team mit einem Heckdiffusor zur Lenkung der Luftströmung am Fahrzeugheck.
Für die Motorisierung kam der Renault-Gordini-EF1-Sechszylindermotor mit 1,5 Litern Hubraum, Bi-Turbolader und 90° Zylinderbankwinkel zum Einsatz, der seit seiner Einführung 1977 kontinuierlich weiterentwickelt wurde. Der Herstellername weist auf Amédée Gordini hin, der in den 1950er Jahren ein eigenes Formel-1-Team unterhalten hatte und später die Motorsportaktivitäten Renaults verantwortete. Die Bezeichnung EF1 nimmt Bezug auf den engen Entwicklungspartner Elf Aquitaine. Der Motor war als tragendes Teil in das Monocoque einbezogen. Die Antriebskraft wurde über ein Hewland-Getriebe an die Hinterräder übertragen. Reifenlieferant war Michelin.

## Lackierung und Sponsoring
Die RE40 erschienen dem Corporate Design Renaults entsprechend in einem hellen Gelb mit schwarzen, roten und weißen Akzenten. Hauptsponsor war Elf Aquitaine, kleinere Nebensponsoren der Uhrenhersteller Longines, die Autovermietung Europcar und Facom. Das grundlegende Design der Renault-Rennwagen blieb während der gesamten Zeit des ersten Werksteams von 1977 bis 1985 größtenteils unverändert.

## Galerie

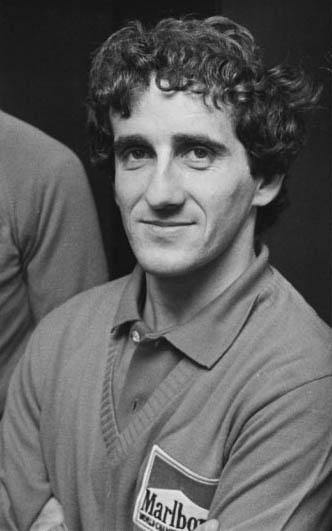
Verlor den Titel im letzten Rennen: Alain Prost
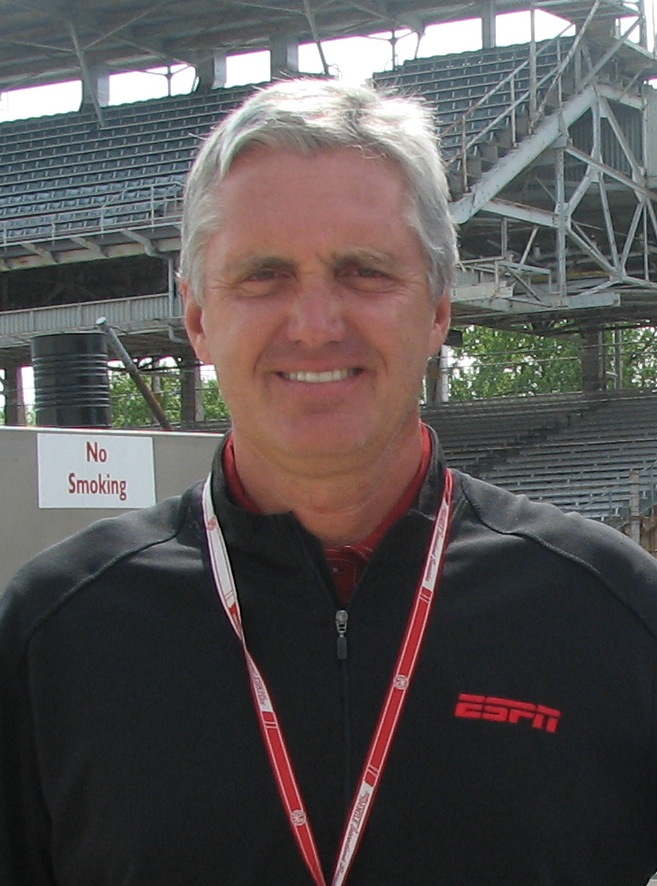
Fuhr mit dem RE40 die beste Saison seiner Formel-1-Karriere: Eddie Cheever
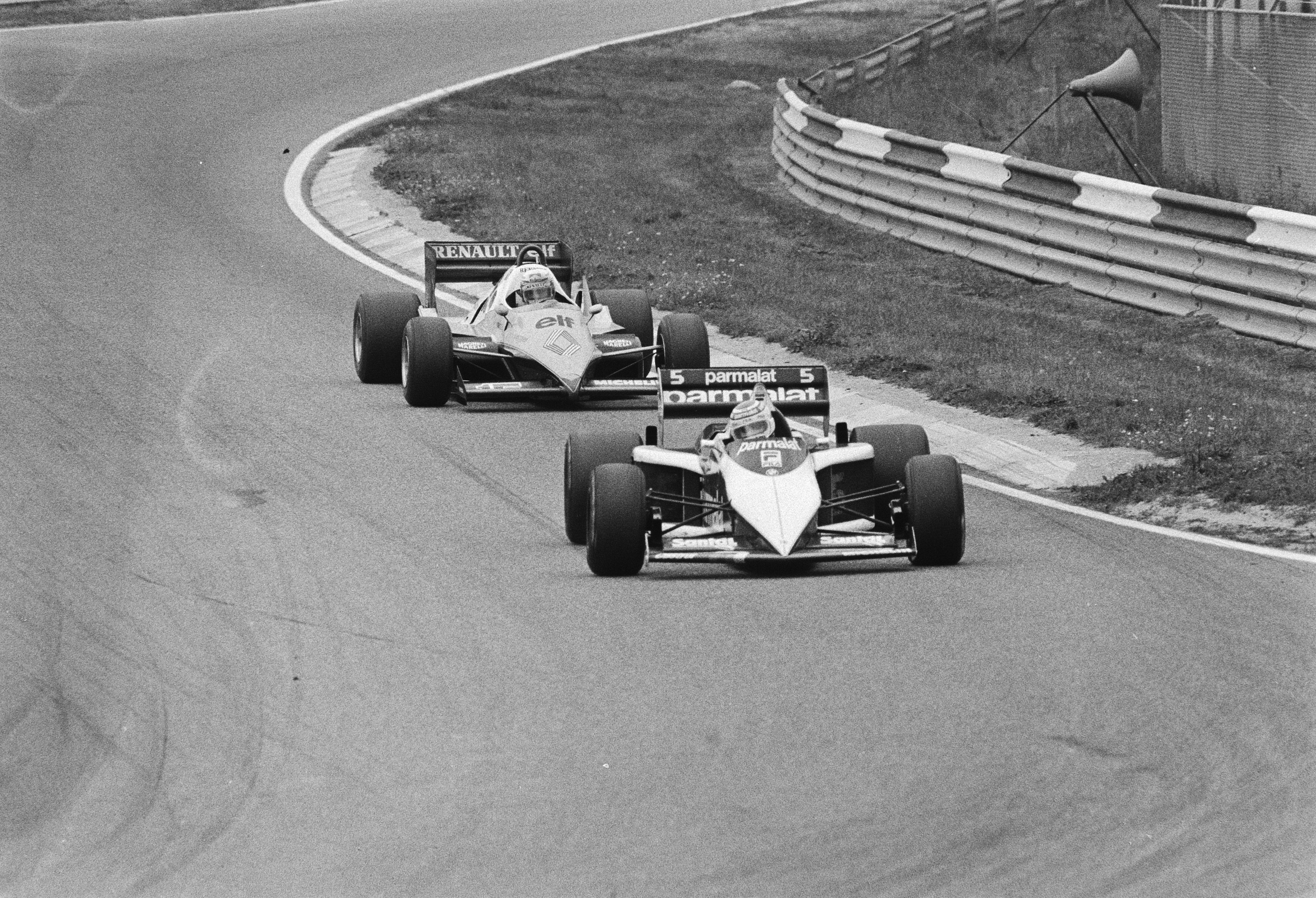
Prost hinter Piquet im Meisterschaftskampf, Zandvoort, 1983
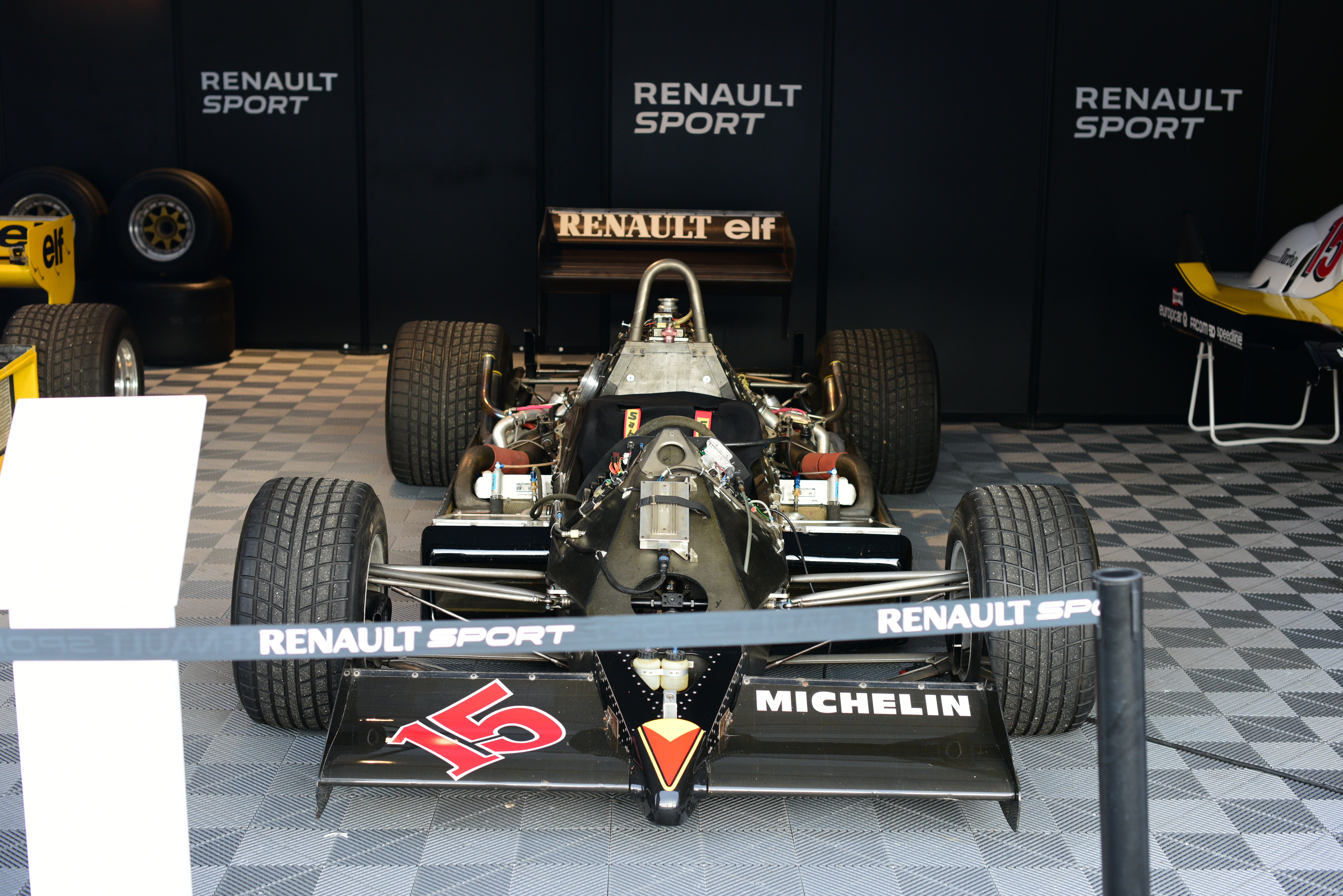
Blick auf die Technik des RE40 bei entfernter Verkleidung
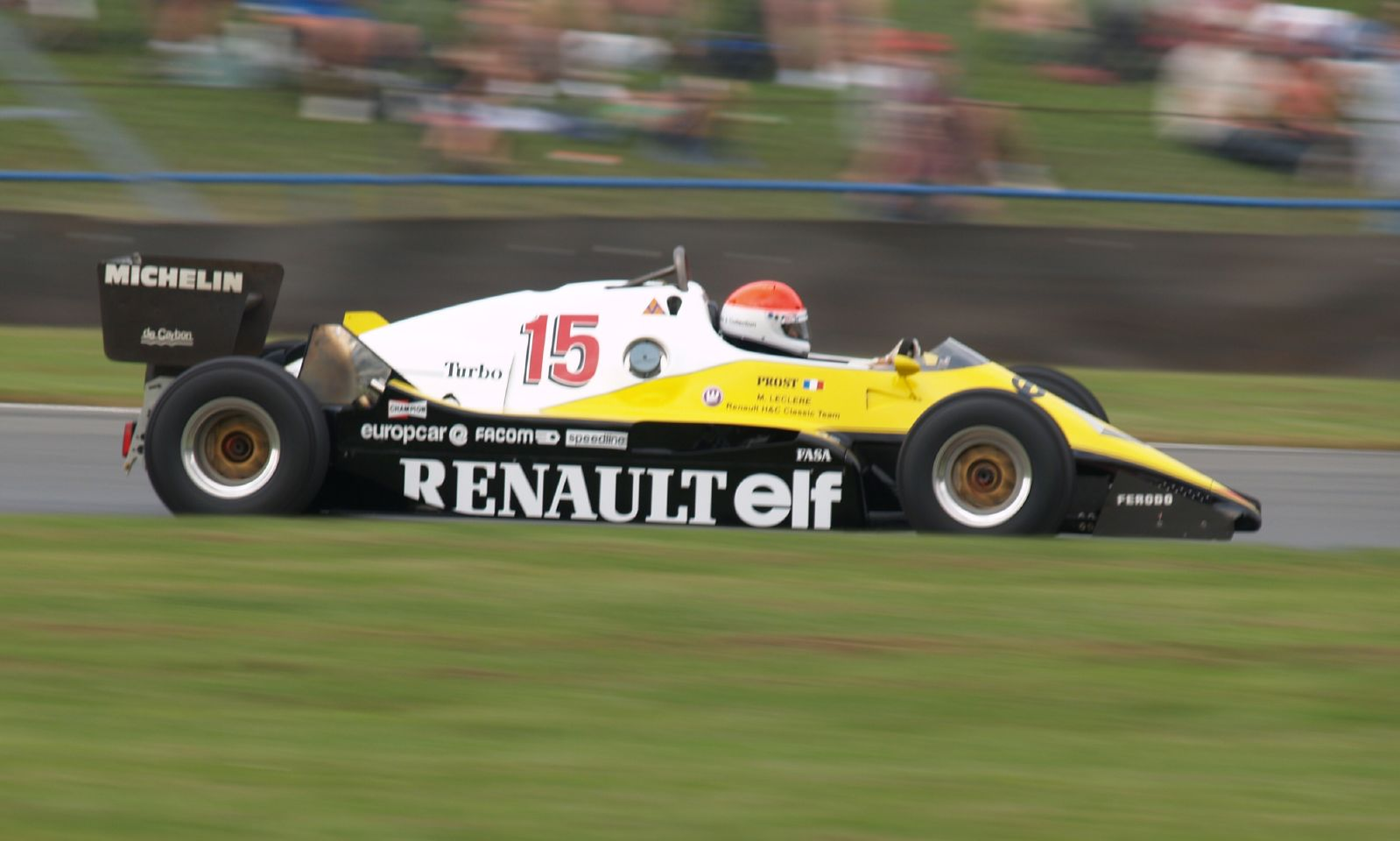
RE40 von der Seite …
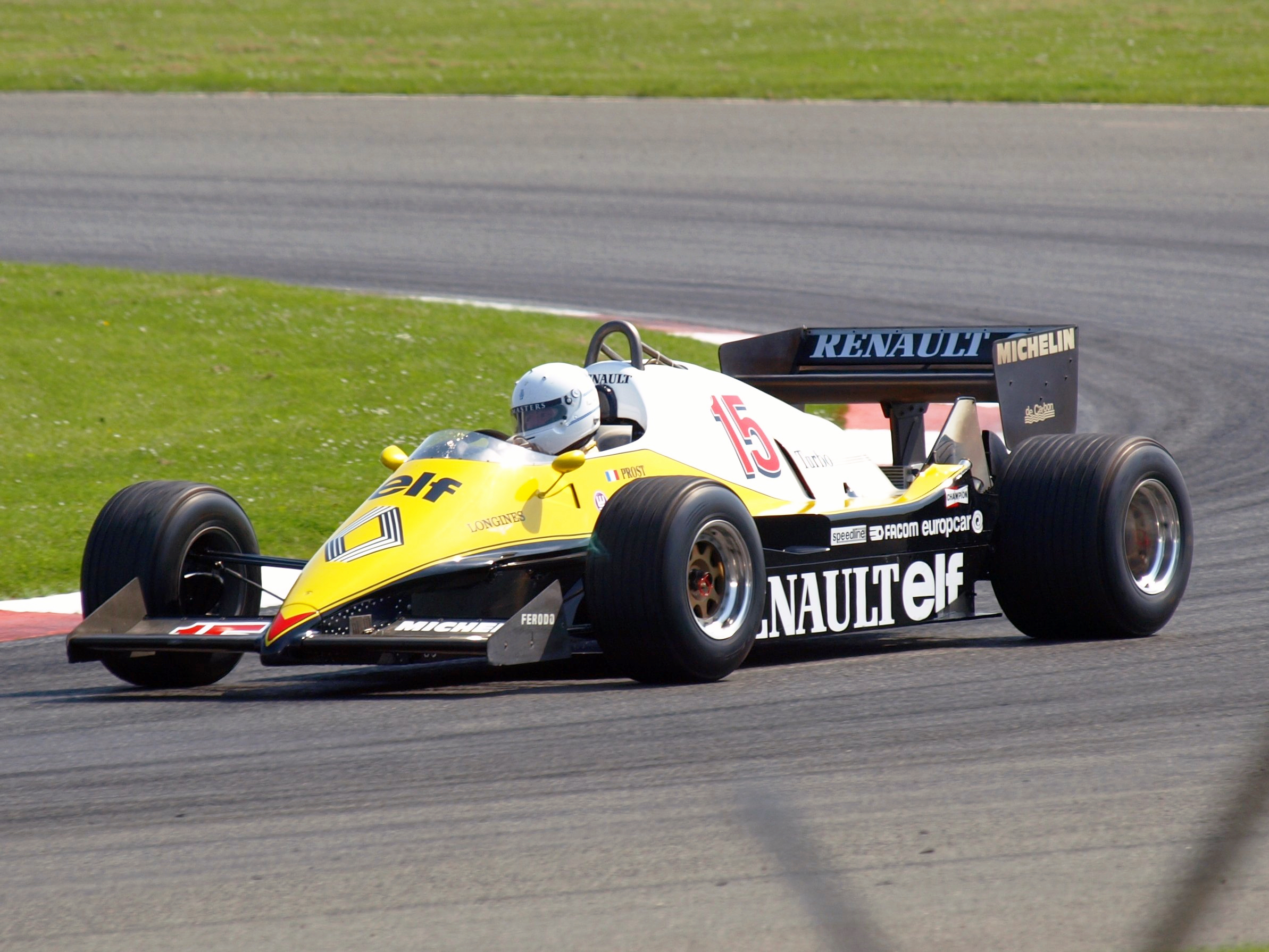
… und von vorn.

## Ergebnisse
| Fahrer               | Nr.                  | 1 | 2  | 3 | 4   | 5   | 6 | 7   | 8 | 9   | 10  | 11 | 12  | 13  | 14 | 15  | Punkte | Rang |
| -------------------- | -------------------- | - | -- | - | --- | --- | - | --- | - | --- | --- | -- | --- | --- | -- | --- | ------ | ---- |
| Formel-1-Saison 1983 | Formel-1-Saison 1983 |   |    |   |     |     |   |     |   |     |     |    |     |     |    |     | 79     | 2.   |
| Alain Prost          | 15                   |   | 11 | 1 | 2   | 3   | 1 | 8   | 5 | 1   | 4   | 1  | DNF | DNF | 2  | DNF | 79     | 2.   |
| Eddie Cheever        | 16                   |   |    | 3 | DNF | DNF | 3 | DNF | 2 | DNF | DNF | 4  | DNF | 3   | 10 | 6   | 79     | 2.   |

| Legende  | Legende            | Legende                                                          |
| Farbe    | Abkürzung          | Bedeutung                                                        |
| -------- | ------------------ | ---------------------------------------------------------------- |
| Gold     | –                  | Sieg                                                             |
| Silber   | –                  | 2. Platz                                                         |
| Bronze   | –                  | 3. Platz                                                         |
| Grün     | –                  | Platzierung in den Punkten                                       |
| Blau     | –                  | Klassifiziert außerhalb der Punkteränge                          |
| Violett  | DNF                | Rennen nicht beendet (did not finish)                            |
| Violett  | NC                 | nicht klassifiziert (not classified)                             |
| Rot      | DNQ                | nicht qualifiziert (did not qualify)                             |
| Rot      | DNPQ               | in Vorqualifikation gescheitert (did not pre-qualify)            |
| Schwarz  | DSQ                | disqualifiziert (disqualified)                                   |
| Weiß     | DNS                | nicht am Start (did not start)                                   |
| Weiß     | WD                 | zurückgezogen (withdrawn)                                        |
| Hellblau | PO                 | nur am Training teilgenommen (practiced only)                    |
| Hellblau | TD                 | Freitags-Testfahrer (test driver)                                |
| ohne     | DNP                | nicht am Training teilgenommen (did not practice)                |
| ohne     | INJ                | verletzt oder krank (injured)                                    |
| ohne     | EX                 | ausgeschlossen (excluded)                                        |
| ohne     | DNA                | nicht erschienen (did not arrive)                                |
| ohne     | C                  | Rennen abgesagt (cancelled)                                      |
| ohne     | keine WM-Teilnahme |                                                                  |
| sonstige | P/fett             | Pole-Position                                                    |
| sonstige | 1/2/3/4/5/6/7/8    | Punktplatzierung im Sprint-/Qualifikationsrennen                 |
| sonstige | SR/kursiv          | Schnellste Rennrunde                                             |
| sonstige | *                  | nicht im Ziel, aufgrund der zurückgelegten Distanz aber gewertet |
| sonstige | ()                 | Streichresultate                                                 |
| sonstige | unterstrichen      | Führender in der Gesamtwertung                                   |